# Neil Goldschmidt

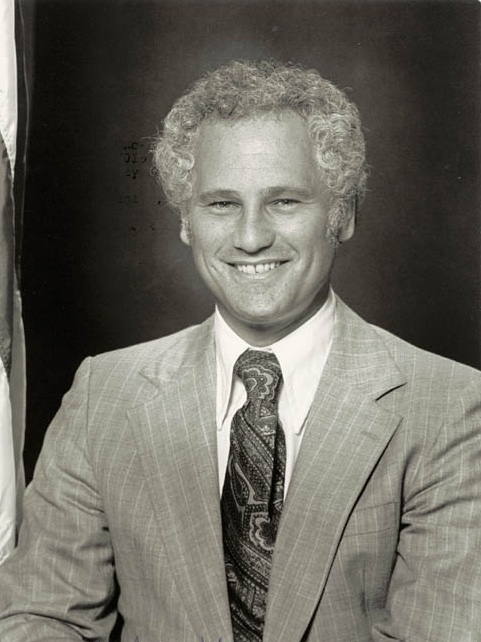
Neil Goldschmidt (um 1979)

Neil Edward Goldschmidt (* 16. Juni 1940 in Eugene, Oregon; † 12. Juni 2024 in Portland, Oregon) war ein US-amerikanischer Politiker (Demokratische Partei). Er war von 1979 bis 1981 Verkehrsminister der Vereinigten Staaten und von 1987 bis 1991 der 33. Gouverneur des Bundesstaates Oregon.

## Frühe Jahre
Goldschmidt besuchte nach der Grundschule die University of Oregon. Anschließend studierte er bis 1967 an der University of California in Berkeley Jura. Zwischen 1967 und 1970 war er in Portland als Anwalt tätig.

## Politische Laufbahn

### Aufstieg in Portland
Im Jahr 1970 wurde Goldschmidt in den Stadtrat von Portland gewählt. Zwei Jahre später schaffte er die Wahl zum Bürgermeister dieser Stadt. Damit war er zu der Zeit der jüngste Bürgermeister aller amerikanischen Großstädte. Dieses Amt übte er zwischen 1973 und 1979 aus. Als Bürgermeister gelang es ihm, Portland wirtschaftlich nach vorne zu bringen. Der Handel wurde belebt, die Sicherheit in der Innenstadt verbessert und der öffentliche Nahverkehr ausgebaut. In der Verwaltung wurden mehr Frauen und Afroamerikaner eingestellt.

### Verkehrsminister
Im Juli 1979 wurde Goldschmidt von Präsident Jimmy Carter als Verkehrsminister (Secretary of Transportation) in dessen Kabinett berufen. Dieses Amt übte er bis zum Ende der Amtszeit Carters im Januar 1981 aus. In dieser Zeit setzte er sich für die Wiederbelebung der angeschlagenen Automobilindustrie der USA ein. Im Jahr 1981 kehrte Goldschmidt nach Oregon zurück, wo er Vizepräsident des Sportartikelherstellers NIKE wurde. Später war er Präsident der kanadischen Niederlassung dieser Firma.

### Gouverneur von Oregon
Im Jahr 1986 wurde Goldschmidt als Kandidat der Demokratischen Partei zum neuen Gouverneur seines Staates gewählt, wobei er sich mit 51,8 Prozent der Stimmen gegen die Republikanerin Norma Paulus durchsetzte. Er trat sein neues Amt am 12. Januar 1987 an. In seiner vierjährigen Amtszeit wurde die in den Vorjahren durch eine Krise geschwächte Wirtschaft des Staates wiederbelebt. Goldschmidt betrieb den Bau neuer Strafanstalten und erhöhte das Budget für die Bildung. Dabei konnte er zeitweise auch mit einigen Politikern der Republikanischen Partei zusammenarbeiten. Auch das Versicherungswesen wurde reformiert und eine gesetzliche Unfallversicherung wurde eingeführt. Im Jahr 1990 verzichtete Goldschmidt auf eine weitere Kandidatur, so dass er im Januar 1991 aus seinem Amt ausschied.

## Weiterer Lebenslauf
Nach seiner Gouverneurszeit gründete Goldschmidt eine Anwaltskanzlei und eine Beraterfirma in Portland. Zu seinen Kunden gehörten namhafte Firmen, darunter auch NIKE. Politisch blieb er in Oregon sehr einflussreich. Seine enge Verbindung mit einigen Firmen führte aber auch zu Kritik. Man warf ihm Interessenskonflikte vor. Diese Kritik wurde im Jahr 2003 noch lauter, als er von Gouverneur Ted Kulongoski in den Aufsichtsrat der Hochschulen (State Board of Higher Education) berufen wurde. Genauere Nachforschungen über seine Vergangenheit brachten Goldschmidts politische Karriere im Jahr 2004 zu einem Ende. Dabei musste er einräumen, während seiner Zeit als Bürgermeister von Portland sexuelle Beziehungen mit einer Minderjährigen unterhalten zu haben. Goldschmidt erklärte daraufhin, um einem Ausschluss zuvorzukommen, von sich aus den Austritt aus der Anwaltskammer.
Neil Goldschmidt starb im Juni 2024, vier Tage vor seinem 84. Geburtstag.

## Einzelnachweis
1. ↑  Former Mayor and Governor Neil Goldschmidt Dies at 83. In: film-wweek.com. 13. Juni 2024, abgerufen am 13. Juni 2024 (englisch).

| Personendaten    | Personendaten                        |
| ---------------- | ------------------------------------ |
| NAME             | Goldschmidt, Neil                    |
| ALTERNATIVNAMEN  | Goldschmidt, Neil Edward             |
| KURZBESCHREIBUNG | US-amerikanischer Politiker          |
| GEBURTSDATUM     | 16. Juni 1940                        |
| GEBURTSORT       | Eugene, Oregon, Vereinigte Staaten   |
| STERBEDATUM      | 12. Juni 2024                        |
| STERBEORT        | Portland, Oregon, Vereinigte Staaten |